# Serhij Nadał
Serhij Witalijowycz Nadał (ukr. Сергій Віталійович Надал; ur. 1 stycznia 1975 w Tarnopolu) – ukraiński urzędnik państwowy i samorządowiec, od listopada 2010 prezydent Tarnopola.

## Życiorys
Urodził się w Tarnopolu w rodzinie lekarzy. Po ukończeniu szkoły handlowej kształcił się w Tarnopolskiej Akademii Gospodarki Narodowej (w obszarze rachunkowości i audytu finansowego oraz finansów). W latach 1994–2010 zatrudniony w państwowych służbach inspektoratu podatkowego: na poziomie miejskim i obwodowym, w tym również na stanowiskach kierowniczych.
Jest członkiem Ogólnoukraińskiego Zjednoczenia "Swoboda" a także prezesem tarnopolskiej organizacji obwodowej "Ukraińcy pomagają Ukraińcom". W marcu 2009 wybrany radnym rady obwodowej w Tarnopolu z listy "Swobody". 31 października 2010 wybrany na urząd prezydenta Tarnopola w głosowaniu bezpośrednim większością 27% głosów, do wykonywania obowiązków przystąpił 30 listopada tego roku.

## Nagrody
- Order Świętego Równoapostolstkiego księcia Włodzimierza Wielkiego III stopnia (2011)[2].

- Dyplom Gabinetu Ministrów Ukrainy (2017) - za istotny osobisty wkład w rozwój samorządu lokalnego, wysokie osiągnięcia zawodowe i dobrą pracę[3].